# Lohmann-Affäre (Schleswig-Holstein)
Als Lohmann-Affäre wurde 2002 ein politischer Skandal in Schleswig-Holstein unter Ministerpräsidentin Heide Simonis (SPD) bezeichnet.
Staatssekretär Joachim Lohmann (SPD) hatte dabei Aufträge an debis und SAP zur EDV-gestützten Einführung eines „Mittelbewirtschaftungs- und Kostenrechnungssystems“ (SAP R/3) für das Finanzministerium vergeben. Das Ministerium hatte offenbar die Vergaberichtlinien missachtet, was Lohmann den Vorwurf der Korruption eintrug. Lohmann wurde in den Ruhestand versetzt. Er wie auch die zuvor zuständige Projektleiterin, eine Referentin, arbeiteten danach für SAP. Der Großauftrag hatte nach Schätzung des Landesrechnungshofs Schleswig-Holstein einen Wert von 419 Millionen Euro, eventuell mehr.

## Vorgang
Der Landesrechnungshof Schleswig-Holstein prüfte 2001 das Finanzministerium. Er fand heraus, dass am 7. Mai 1998 in einer Sitzung des Finanzausschusses den zehn Volksvertretern Computerkaufpläne des Ministers Claus Möller (SPD) vorgelegt worden waren, die sechs Systeme mit Vor- und Nachteilen vorstellten. Ein externer Gutachter hatte für 200.000 Euro die Angebote geprüft und befand SAP als extrem teuer, was jedoch den Ausschussmitgliedern nicht übermittelt wurde. Das Finanzministerium führte aus, dass den Mitarbeitern in einem zweiwöchigen Test (26. März bis 9. April 1998) das SAP-Programm die besten Ergebnisse lieferte. Allerdings wurde das Programm nicht gekauft, sondern eine „positive Machbarkeitsstudie“ in Auftrag gegeben, da die Software noch gar nicht existierte, wie das Finanzministerium auf Nachfrage zugab. Auch waren die meisten anderen Anbieter gar nicht getestet worden. Zu Beginn der Testphase hatte sich Möller am 27. März 1998 bereits auf SAP festgelegt, um dasselbe Produkt wie die Hamburger Finanzbehörde zu haben.
Auf Antrag der CDU-Fraktion wurde im 15. Kieler Landtag ein Parlamentarischer Untersuchungsausschuss zu dem Vorgang eingesetzt.